# Duitsland op de Olympische Winterspelen 2014
Duitsland was een van de landen die deelnam aan de Olympische Winterspelen 2014 in Sotsji, Rusland.

## Medailleoverzicht
| Sport              | Olympiër                                                     | Onderdeel              | Medaille |
| ------------------ | ------------------------------------------------------------ | ---------------------- | -------- |
| Alpineskiën        | Maria Höfl-Riesch                                            | Combinatie             | Goud     |
| Noordse combinatie | Eric Frenzel                                                 | normale schans         | Goud     |
| Rodelen            | Felix Loch                                                   | Individueel            | Goud     |
| Rodelen            | Natalie Geisenberger                                         | Individueel            | Goud     |
| Rodelen            | Tobias Wendl Tobias Arlt                                     | Dubbel                 | Goud     |
| Rodelen            | Natalie Geisenberger Felix Loch Tobias Wendl Tobias Arlt     | Estafette              | Goud     |
| Schansspringen     | Carina Vogt                                                  | Vrouwen                | Goud     |
| Schansspringen     | Andreas Wank Marinus Kraus Andreas Wellinger Severin Freund  | Team                   | Goud     |
| Alpineskiën        | Maria Höfl-Riesch                                            | Super G                | Zilver   |
| Biatlon            | Erik Lesser                                                  | 20 km individueel      | Zilver   |
| Biatlon            | Erik Lesser Daniel Böhm Arnd Peiffer Simon Schempp           | 4×7,5 km estafette (m) | Zilver   |
| Noordse Combinatie | Eric Frenzel Björn Kircheisen Johannes Rydzek Fabian Rießle  | Team                   | Zilver   |
| Rodelen            | Tatjana Hüfner                                               | Individueel            | Zilver   |
| Snowboarden        | Anke Karstens                                                | Parallelslalom (v)     | Zilver   |
| Alpineskiën        | Viktoria Rebensburg                                          | Reuzenslalom (v)       | Brons    |
| Kunstrijden        | Aliona Savchenko Robin Szolkowy                              | Paren                  | Brons    |
| Langlaufen         | Stefanie Böhler Nicole Fessel Denise Herrmann Claudia Nystad | Estafette (v)          | Brons    |
| Noordse combinatie | Fabian Rießle                                                | grote schans           | Brons    |
| Snowboarden        | Amelie Kober                                                 | Parallelslalom (v)     | Brons    |

## Deelnemers en resultaten
Het overzicht van de deelnemers en resultaat per sport volgt.
 (m) = mannen, (v) = vrouwen 

### Alpineskiën
Mannen
| Olympiër         | Onderdeel    | Resultaat | Prestatie                                                           |
| ---------------- | ------------ | --------- | ------------------------------------------------------------------- |
| Fritz Dopfer     | Reuzenslalom | 12e       | 1e run: 1.22,59 (11e) 2e run: 1.24,38 (17e) totaal: 2.46,97 (+1,68) |
| Fritz Dopfer     | Slalom       | 4e        | 1e run: 48,46 (14e) 2e run: 54,26 (4e) totaal: 1.42,72 (+0,88)      |
| Stefan Luitz     | Reuzenslalom | DSQ       | 1e run: gediskwalificeerd                                           |
| Stefan Luitz     | Slalom       | DNF-2     | 1e run: 50,79 (37e) 2e run: niet gefinisht                          |
| Felix Neureuther | Reuzenslalom | 8e        | 1e run: 1.22,51 (8e) 2e run: 1.24,08 (11e) totaal: 2.46,59 (+1,30)  |
| Felix Neureuther | Slalom       | DNF-2     | 1e run: 47,57 (7e) 2e run: niet gefinisht                           |

Vrouwen
| Olympiër            | Onderdeel  | Resultaat | Prestatie               |
| ------------------- | ---------- | --------- | ----------------------- |
| Christina Geiger    |            |           |                         |
| Maria Höfl-Riesch   | Combinatie | Goud      | 2.34,62 — 1.43,72+50,90 |
| Maria Höfl-Riesch   | Afdaling   | 13e       | 1.42,74                 |
| Maria Höfl-Riesch   | Super G    | Zilver    | 1.26,07                 |
| Viktoria Rebensburg | Afdaling   | 15e       | 1.42,76                 |
| Barbara Wirth       |            |           |                         |

### Biatlon
Mannen
| Olympiër           | Onderdeel        | Resultaat | Prestatie                         |
| ------------------ | ---------------- | --------- | --------------------------------- |
| Andreas Birnbacher |                  |           |                                   |
| Daniel Böhm        |                  |           |                                   |
| Erik Lesser        | Sprint           | 21e       | 25.26,7 (+53,2) pen.: 1 (0 + 1)   |
| Erik Lesser        | Achtervolging    |           |                                   |
| Erik Lesser        | Indvidueel 20 km | Zilver    | 49.43,9 (+ 0) pen.: 0 (0+0+0+0)   |
| Erik Lesser        | Massastart       |           |                                   |
| Arnd Peiffer       | Sprint           | 34e       | 26.01,2 (+1.27,7) pen.: 3 (2 + 1) |
| Arnd Peiffer       | Achtervolging    |           |                                   |
| Arnd Peiffer       | Massastart       |           |                                   |
| Simon Schempp      | Sprint           | 15e       | 25.16,4 (+42,9) pen.: 0 (0 + 0)   |
| Simon Schempp      | Achtervolging    |           |                                   |
| Simon Schempp      | Massastart       |           |                                   |
| Christoph Stephan  | Sprint           | 58e       | 26.55,4 (+2.21,9) pen.: 2 (1 + 1) |
| Christoph Stephan  | Achtervolging    |           |                                   |
|                    | Estafette        |           |                                   |

Vrouwen
| Olympiër                | Onderdeel     | Resultaat | Prestatie                         |
| ----------------------- | ------------- | --------- | --------------------------------- |
| Laura Dahlmeier         | Sprint        | 46e       | 23.03,2 (+1.56,4) pen.: 2 (0 + 2) |
| Laura Dahlmeier         | Achtervolging |           |                                   |
| Andrea Henkel           | Sprint        | 22e       | 22.01,5 (+54,7) pen.: 1 (0 + 1)   |
| Andrea Henkel           | Achtervolging |           |                                   |
| Andrea Henkel           | Massastart    |           |                                   |
| Franziska Hildebrand    |               |           |                                   |
| Vanessa Hinz            |               |           |                                   |
| Franziska Preuß         | Sprint        | 41e       | 22.53,1 (+1.46,3) pen.: 2 (2 + 0) |
| Franziska Preuß         | Achtervolging |           |                                   |
| Franziska Preuß         | Massastart    |           |                                   |
| Evi Sachenbacher-Stehle | Sprint        | 11e       | 21.40,8 (+34,0) pen.: 1 (0 + 1)   |
| Evi Sachenbacher-Stehle | Achtervolging |           |                                   |
| Evi Sachenbacher-Stehle | Massastart    |           |                                   |
|                         | Estafette     |           |                                   |

Gemengd
| Olympiër | Onderdeel | Resultaat | Prestatie |
| -------- | --------- | --------- | --------- |
|          | Estafette |           |           |

### Bobsleeën
| Olympiër                                                          | Onderdeel       | Resultaat | Prestatie |
| ----------------------------------------------------------------- | --------------- | --------- | --------- |
| Maximilian Arndt Marco Hübenbecker                                | Tweemansbob (m) |           |           |
| Thomas Florschütz Kevin Kuske                                     | Tweemansbob (m) |           |           |
| Francesco Friedrich Jannis Bäcker                                 | Tweemansbob (m) |           |           |
| Maximilian Arndt Marco Hübenbecker Martin Putze Alexander Rödiger | Viermansbob (m) |           |           |
| Thomas Florschütz Kevin Kuske Joshua Bluhm Christian Poser        | Viermansbob (m) |           |           |
| Francesco Friedrich Jannis Bäcker Gregor Bermbach Thorsten Margis | Viermansbob (m) |           |           |
|                                                                   |                 |           |           |
| Sandra Kiriasis Franziska Fritz                                   | Tweemansbob (v) |           |           |
| Cathleen Martini Christin Senkel                                  | Tweemansbob (v) |           |           |
| Anja Schneiderheinze Stephanie Schneider                          | Tweemansbob (v) |           |           |

### Curling
| Olympiër                                                                  | Onderdeel | Resultaat | Prestatie |
| ------------------------------------------------------------------------- | --------- | --------- | --------- |
| Christopher Bartsch John Jahr Sven Goldemann Felix Schulze Peter Rickmers | Mannen    |           |           |

### Freestyleskiën
Mannen
| Olympiër         | Onderdeel | Resultaat | Prestatie |
| ---------------- | --------- | --------- | --------- |
| Daniel Bohnacker | Skicross  |           |           |
| Florian Eigler   | Skicross  |           |           |
| Thomas Fischer   | Skicross  |           |           |
| Andreas Schauer  | Skicross  |           |           |

Vrouwen
| Olympiër         | Onderdeel  | Resultaat | Prestatie                                                    |
| ---------------- | ---------- | --------- | ------------------------------------------------------------ |
| Sabrina Cakmakli | Halfpipe   |           |                                                              |
| Laura Grasemann  | Moguls     | 22e       | kwalificatie 1: 26e; 6,81 ptn kwalificatie 2: 12e; 15,76 ptn |
| Anna Wörner      | Skicross   |           |                                                              |
| Heidi Zacher     | Skicross   |           |                                                              |
| Lisa Zimmermann  | Slopestyle | 14e       | kwalificatie 14e; 67,20 ptn (20,00 + 67,20)                  |

### Kunstrijden
| Olympiër                                                                                         | Onderdeel | Resultaat | Prestatie |
| ------------------------------------------------------------------------------------------------ | --------- | --------- | --- |
| Peter Liebers                                                                                    | Mannen    | 8e        | 239.07 (korte kür: 86.04, vrije kür: 153.83) |
| Nathalie Weinzierl                                                                               | Vrouwen   | 18e       | 147.36 (korte kür: 57.63, vrije kür: 89.73) |
| Aliona Savchenko Robin Szolkowy                                                                  | Paren     | Brons     | 215.78 (korte kür: 79.64, vrije kür: 136.14) |
| Maylin Wende Daniel Wende                                                                        | Paren     | 13e       | 166.25 (korte kür: 59.25, vrije kür: 107.00) |
| Tanja Kolbe Stefano Caruso                                                                       | IJsdansen | 19e       | 130.56 (korte kür: 54.43, vrije kür: 76.13) |
| Nelli Zhiganshina Alexander Gazsi                                                                | IJsdansen | 11e       | 150.77 (korte kur: 60.91, vrije kur: 89.86) |
| Peter Liebers Maylin Wende / Daniel Wende Nelli Zhiganshina / Alexander Gazsi Nathalie Weinzierl | Team      | 8e        | 17 punten mannen - korte kür: 5 ptn. (79.61), vrije kür niet bereikt vrouwen - korte kür: 2 ptn. (52.16), vrije kür niet bereikt paren - korte kür: 5 ptn. (60.82), vrije kür niet bereikt ijsdansen - korte kür: 5 ptn. (58.04), vrije kür niet bereikt |

### Langlaufen
Mannen
| Olympiër             | Onderdeel      | Resultaat | Prestatie           |
| -------------------- | -------------- | --------- | ------------------- |
| Tobias Angerer       | 30 km skiatlon | 15e       | 1:08.49,7 (+34,3)   |
| Thomas Bing          | 30 km skiatlon | 37e       | 1:11.32,9 (+3.17,5) |
| Hannes Dotzler       | 30 km skiatlon | 13e       | 1:08.44,8 (+29,4)   |
| Sebastian Eisenlauer |                |           |                     |
| Jens Filbrich        |                |           |                     |
| Axel Teichmann       | 30 km skiatlon | 23e       | 1:10.13,3 (+1.57,9) |
| Tim Tscharnke        |                |           |                     |
| Josef Wenzl          |                |           |                     |
|                      | Teamsprint     |           |                     |
|                      | Estafette      |           |                     |

Vrouwen
| Olympiër        | Onderdeel      | Resultaat | Prestatie         |
| --------------- | -------------- | --------- | ----------------- |
| Lucia Anger     |                |           |                   |
| Stefanie Böhler | 15 km skiatlon | 35e       | 41.20,0 (+2.46,4) |
| Nicole Fessel   | 15 km skiatlon | 14e       | 40.11,4 (+1.37,8) |
| Denise Herrmann |                |           |                   |
| Hanna Kolb      |                |           |                   |
| Claudia Nystad  | 15 km skiatlon | 43e       | 42.08,8 (+3.35,2) |
| Katrin Zeller   | 15 km skiatlon | 26e       | 40.49,7 (+2.16,1) |
|                 | Teamsprint     |           |                   |
|                 | Estafette      |           |                   |

### Noordse combinatie
| Olympiër         | Onderdeel              | Resultaat | Prestatie                                                                |
| ---------------- | ---------------------- | --------- | ------------------------------------------------------------------------ |
| Tino Edelmann    | Normale schans         | 9e        | schansspringen: 98,0 m - 124,0 p (5e; +0.30) langlaufen: 23.57,2 (16e)   |
| Eric Frenzel     | Normale schans         | Goud      | schansspringen: 103,0 m - 131,5 p (1e; +0.00) langlaufen: 23.50,2 (12e)  |
| Eric Frenzel     | Gundersen grote schans | 10e       | schansspringen: 139,5 m - 129,0 p (1e; +0.00) langlaufen: 23.57,9 (30e)  |
| Björn Kircheisen | Gundersen grote schans | 4e        | schansspringen: 129,0 m - 113,2 p (11e; +1.03) langlaufen: 22.26,6 (4e)  |
| Fabian Rießle    | Normale schans         | 8e        | schansspringen: 95,5 m - 116,5 p (19e; +1.00) langlaufen: 23.19,6 (6e)   |
| Fabian Rießle    | Gundersen grote schans | Brons     | schansspringen: 130,0 m - 115,1 p (9e; +0.56) langlaufen: 22.33,1 (8e)   |
| Johannes Rydzek  | Normale schans         | 6e        | schansspringen: 98,0 m - 121,2 p (12e; +0.41) langlaufen: 23.26,5 (8e)   |
| Johannes Rydzek  | Gundersen grote schans | 8e        | schansspringen: 129,5 m - 112,7 p (12e; +1.05) langlaufen: 22.46,4 (13e) |
|                  | Team                   |           |                                                                          |

### Rodelen
| Olympiër                                                   | Onderdeel | Resultaat | Prestatie                                    |
| ---------------------------------------------------------- | --------- | --------- | -------------------------------------------- |
| Andi Langenhan                                             | Mannen    | 4e        | 3.29,355 (52,707 / 52,480 / 52,073 / 52,095) |
| Felix Loch                                                 | Mannen    | Goud      | 3.27,526 (52,185 / 51,964 / 51,613 / 51,764) |
| David Möller                                               | Mannen    | 14e       | 3.30,239 (52,781 / 52,865 / 52,312 / 52,281) |
| Natalie Geisenberger                                       | Vrouwen   | Goud      | 3.19,768 (49,891 / 49,923 / 49,765 / 50,189) |
| Tatjana Hüfner                                             | Vrouwen   | Zilver    | 3.20,907 (50,393 / 50,187 / 50,048 / 50,279) |
| Anke Wischnewski                                           | Vrouwen   | 6         | 3.21,960 (50,490 / 50,476 / 50,462 / 50,532) |
| Tobias Wendl Tobias Arlt                                   | Dubbels   | Goud      | 1.38,933 (49,373 / 49,560)                   |
| Toni Eggert Sascha Benecken                                | Dubbels   | 8         | 1.40,218 ( 50,274 / 49,944)                  |
| Natalie Geisenberger Felix Loch Tobias Wendl / Tobias Arlt | Estafette | Goud      | 2.45,649 (54,095 / 55,639 / 55,915)          |

### Schaatsen
Mannen
| Olympiër           | Onderdeel | Resultaat | Prestatie                     |
| ------------------ | --------- | --------- | ----------------------------- |
| Alexej Baumgärtner | 5000 m    | 21        | 6.34,34 (+23,58)              |
| Alexej Baumgärtner | 10.000 m  | 13e       | 13.44,39 (+59,94)             |
| Patrick Beckert    | 1500 m    |           |                               |
| Patrick Beckert    | 5000 m    | 8         | 6.21,18 (+10,42)              |
| Patrick Beckert    | 10.000 m  | 6e        | 13.14,26 (+29,81)             |
| Moritz Geisreiter  | 5000 m    | 10        | 6.24,79 (+14,03)              |
| Moritz Geisreiter  | 10.000 m  | 8e        | 13.20,26 (+35,81)             |
| Nico Ihle          | 500 m     | 8         | 70,10 (34,99 + 35,11) (+0,79) |
| Nico Ihle          | 1000 m    | 4e        | 1.08,86 (+0,47)               |
| Robert Lehmann     | 1500 m    |           |                               |
| Samuel Schwarz     | 500 m     | 34        | 71,37 (35,69 + 35,68) (+2,06) |
| Samuel Schwarz     | 1000 m    | 5e        | 1.08,89 (+0,50)               |

Vrouwen
| Olympiër               | Onderdeel | Resultaat | Prestatie                      |
| ---------------------- | --------- | --------- | ------------------------------ |
| Monique Angermüller    | 1000 m    | —         | dnf                            |
| Stephanie Beckert      | 3000 m    | 17e       | 4.13,55 (+13,21)               |
| Stephanie Beckert      | 5000 m    | 8e        | 7.07,79 (+16,25)               |
| Judith Hesse           | 500 m     | —         | gediskwalificeerd              |
| Judith Hesse           | 1000 m    | 11        | 1.15,84 (+1,82)                |
| Gabriele Hirschbichler | 1000 m    | 26        | 1.18,00 (+3,98)                |
| Bente Kraus            | 3000 m    | 11e       | 4.10,17 (+9,83)                |
| Bente Kraus            | 5000 m    | 11e       | 7.10,65 (+19,11)               |
| Claudia Pechstein      | 1500 m    |           |                                |
| Claudia Pechstein      | 3000 m    | 4e        | 4.05,26 (+4,92)                |
| Claudia Pechstein      | 5000 m    | 5e        | 6.58,39 (+6,85)                |
| Denise Roth            |           |           |                                |
| Jenny Wolf             | 500 m     | 6         | 75,67 ( 37,93 + 37,73) (+0,97) |
| Jenny Wolf             | 1000 m    | 25        | 1.17,99 (+3,97)                |

### Schansspringen
Mannen
| Olympiër          | Onderdeel      | Resultaat | Prestatie                                                                   |
| ----------------- | -------------- | --------- | --------------------------------------------------------------------------- |
| Richard Freitag   | Normale schans | 20e       | kwalificatie: 16e; 114,4 ptn (94,0 m) finale: 243,7 ptn (100,5 m en 97,5 m) |
| Severin Freund    | Normale schans | 31e       | finale: 217,7 ptn (99,5 m en 93,5 m)                                        |
| Marinus Kraus     |                |           |                                                                             |
| Andreas Wank      | Normale schans | 10e       | kwalificatie: 2e; 127,9 ptn (102,5 m) finale: 253,4 ptn (101,0 m en 97,0 m) |
| Andreas Wellinger | Normale schans | 6e        | finale: 257,1 ptn (96,0 m en 101,5 m)                                       |
|                   | Team           |           |                                                                             |

Vrouwen
| Olympiër          | Onderdeel | Resultaat | Prestatie |
| ----------------- | --------- | --------- | --------- |
| Katharina Althaus | Vrouwen   | 23        | 211,8 pnt |
| Gianina Ernst     | Vrouwen   | 28        | 192,7 pnt |
| Ulrike Gräßler    | Vrouwen   | 22        | 214,9 pnt |
| Carina Vogt       | Vrouwen   | Goud      | 247,4 pnt |

### Shorttrack
Mannen
| Olympiër       | Onderdeel | Resultaat | Prestatie             |
| -------------- | --------- | --------- | --------------------- |
| Robert Seifert | 500 m     |           |                       |
| Robert Seifert | 1000 m    | 22e       | series: 2.16,555 (4e) |
| Robert Seifert | 1500 m    | 29e       | series: 1.29,468 (4e) |

Vrouwen
| Olympiër    | Onderdeel | Resultaat | Prestatie                                          |
| ----------- | --------- | --------- | -------------------------------------------------- |
| Anna Seidel | 1500 m    | 17e       | series: 2.25,700 (3e); halve finale: 2.20,405 (5e) |

### Skeleton
| Olympiër          | Onderdeel | Resultaat | Prestatie                               |
| ----------------- | --------- | --------- | --------------------------------------- |
| Alexander Kröckel | Mannen    | 9e        | 3.48,29 (57,21 / 57,36 / 57,03 / 56,69) |
| Frank Rommel      | Mannen    | 11e       | 3.48,47 (57,19 / 56,95 / 57,33 / 57,00) |
|                   |           |           |                                         |
| Sophia Griebel    | Vrouwen   | 10e       | 3.56,12 (59,43 / 59,20 / 58,74 / 58,75) |
| Anja Huber        | Vrouwen   | 8e        | 3.55,24 (59,17 / 59,13 / 58,63 / 58,31) |
| Marion Thees      | Vrouwen   | 13e       | 3.56,23 (59,25 / 59,42 / 58,89 / 58,67) |

### Snowboarden
Mannen
| Olympiër           | Onderdeel            | Resultaat | Prestatie |
| ------------------ | -------------------- | --------- | --------- |
| Johannes Höpfl     | Halfpipe             |           |           |
| Stefan Baumeister  | Parallelreuzenslalom |           |           |
| Stefan Baumeister  | Parallelslalom       |           |           |
| Alexander Bergmann | Parallelreuzenslalom |           |           |
| Alexander Bergmann | Parallelslalom       |           |           |
| Patrick Bussler    | Parallelreuzenslalom |           |           |
| Patrick Bussler    | Parallelslalom       |           |           |
| Paul Berg          | Snowboardcross       |           |           |
| Konstantin Schad   | Snowboardcross       |           |           |

Vrouwen
| Olympiër        | Onderdeel            | Resultaat | Prestatie |
| --------------- | -------------------- | --------- | --------- |
| Selina Jörg     | Parallelreuzenslalom |           |           |
| Selina Jörg     | Parallelslalom       |           |           |
| Anke Karstens   | Parallelreuzenslalom |           |           |
| Anke Karstens   | Parallelslalom       |           |           |
| Amelie Kober    | Parallelreuzenslalom |           |           |
| Amelie Kober    | Parallelslalom       |           |           |
| Isabella Laböck | Parallelreuzenslalom |           |           |

### IJshockey
| Olympiër | Onderdeel | Resultaat | Prestatie                                                                                          |
| --- | --------- | --------- | -------------------------------------------------------------------------------------------------- |
| Manuela Anwander Maritta Becker Monika Bittner Franziska Busch Tanja Eisenschmid Bettina Evers Susanne Fellner Daria Gleissner Susann Götz Jessica Hammerl Viona Harrer Jennifer Harß Jacqueline Janzen Nina Kamenik Sophie Kratzer Andrea Lanzl Ivonne Schröder Sara Seiler Kerstin Spiegelberger Anja Weisser Julia Zorn | Vrouwen   | 7e        | Groep B: 1- 4 Rusland 0- 4 Zweden 4- 0 Japan Plaatsing 5-8: 1- 2 Finland Plaatsing 7-8: 3- 2 Japan |